# Gemeindeverwaltungsverband Schefflenztal
Im Gemeindeverwaltungsverband Schefflenztal im baden-württembergischen Neckar-Odenwald-Kreis haben sich zwei Gemeinden zur Erledigung ihrer Verwaltungsgeschäfte zusammengeschlossen. Der Sitz des Gemeindeverwaltungsverbands ist in Schefflenz.

## Mitgliedsgemeinden
Mitglieder dieser Körperschaft des öffentlichen Rechts sind:
- Gemeinde Billigheim, 6061 Einwohner, 48,94 km²
- Gemeinde Schefflenz, 3915 Einwohner, 36,96 km²

## Struktur und Aufgaben
Der Gemeindeverwaltungsverband übernimmt für die Gemeinden zahlreiche Aufgaben, entweder in deren Namen für die Mitgliedsgemeinden oder in eigener Zuständigkeit anstelle der Mitgliedsgemeinden.